# Sawdust
Sawdust – album zespołu The Killers. Jest kompilacją złożoną z b-side’ów, coverów, remiksów i rzadkich utworów grupy. Album miał swoją premierę na różnych rynkach pomiędzy 9 a 13 listopada 2007 roku (kiedy to został wydany w Stanach Zjednoczonych).

## Lista utworów
1. „Tranquilize” – 3:45
2. „Shadowplay” – 4:07
3. „All the Pretty Faces” – 4:45
4. „Leave the Bourbon On the Shelf” – 3:38
5. „Sweet Talk” – 4:18
6. „Under the Gun” – 2:33
7. „Where the White Boys Dance” – 3:26
8. „Show You How” – 2:46
9. „Move Away” – 3:49
10. „Glamorous Indie Rock & Roll” – 4:16
11. „Who Let You Go?” – 3:42
12. „The Ballad of Michael Valentine” – 3:50
13. „Ruby, Don't Take Your Love to Town” – 3:05
14. „Daddy’s Eyes” – 4:16
15. „Sam’s Town” (Abbey Road Version) – 3:45
16. „Romeo and Juliet” – 5:27
17. „Mr. Brightside” (Jacques Lu Cont Thin White Duke Remix) / „Questions with the Captain” – 10:39

## Utwory dodatkowe
- „Change Your Mind” – 3:11 (Australia, Nowa Zelandia, Kanada, Wielka Brytania)
- „Read My Mind” (Gabriel & Dresden Mix) (iTunes w USA)